# 中国人民解放军陆军三界合同战术训练基地
中国人民解放军陆军三界合同战术训练基地，位于安徽省明光市三界镇，是隶属中国人民解放军东部战区陆军的训练基地。
三界训练基地是淮河以南最大的合同战术训练基地，能供多軍種師級對抗演練。在朱日和合同战术训练基地建成前也是解放军最大和唯一的合同战术训练基地，有“东方欧文堡”之称。

## 沿革
三界训练基地是解放军第一个合同战术训练基地，于1986年4月成立，是当时亚洲占地面积最大的合同战术训练基地。在1985年百万大裁军的背景下，该基地的建成标志着解放军训练现代化的开始，成为当时军事改革的试验田。在建设该训练基地之前，中国军队领导知道美国建立了欧文堡国家训练中心，便先后去考察三期，认为美国这种做法可仿效，乃决定成立三界训练基地。
1987年起，部队开始进驻三界训练基地训练。1987年10月，三界训练基地开展了“871”红蓝对抗演习，这次师规模的实兵对抗演习是解放军首次红军和蓝军的对抗演习。当时三界训练基地已建有模仿战场的工事、战壕、掩体，并已完成计算机作战模拟系统、激光交战辅助系统、初级战场监视系统等等。1991年，三界训练基地建成一支团级规模的蓝军模拟部队。随后三界训练基地的建设模式被中国人民解放军全军参照，自1990年代中期起，中国人民解放军的合同战术训练基地先后组建。1998年3月，该基地首次对外军开放，接待了美国陆军训练代表团随机观看了一场实兵对抗性演练。
随着朱日和合同战术训练基地的建成，三界训练基地已不再是解放军最大的合同战术训练基地，但三界训练基地依旧发挥着作用。21世纪初，先后举办“必胜-2009”实兵自主对抗演习、“2012·南京对抗”实兵演习、“火力-2014三界”实兵演习。
2016年，在深化国防和军队改革中，三界训练基地由中国人民解放军南京军区转隶中国人民解放军东部战区陆军。

## 历任领导
| 司令员 …… - 肖德桥 大校（？—？） - 陈强 大校（？—？） - 陈富群 大校（？—？） | 政治委员 …… - 魏东雪 大校（？—？） - 赵秉泽 大校（？—？） - 翟卫平 大校（？—？） |